# 경선

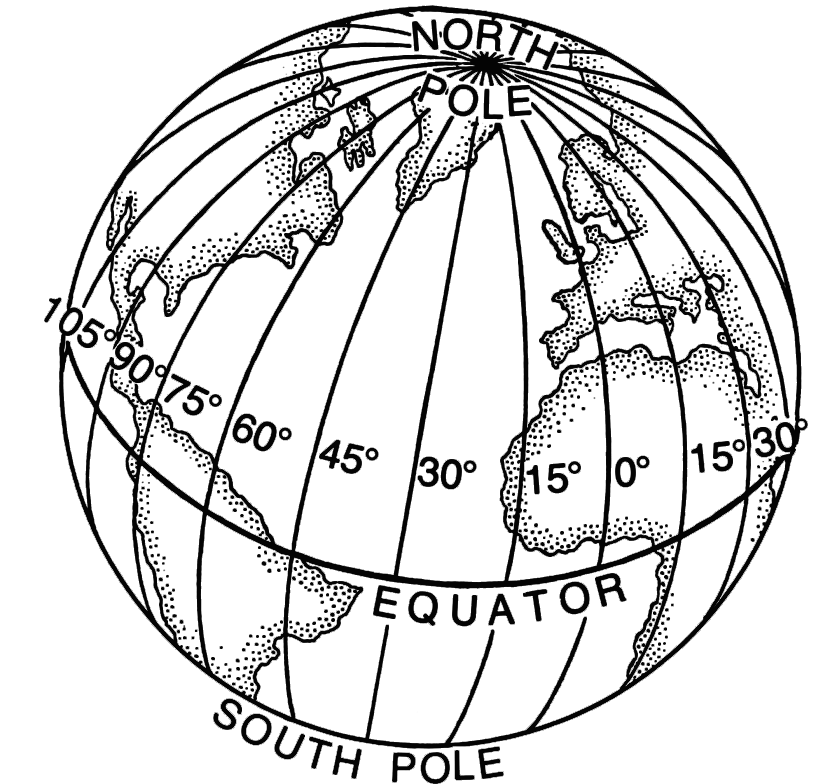

경선(經線)은 북극점과 남극점을 최단 거리로 연결하는 지구 표면상의 세로의 선을 말하며, 자오선(子午線)이라고도 한다. 런던의 옛 그리니치 천문대를 지나는 경선의 경도를 0으로 하여, 그 동쪽을 동경 X(기호로는 X E), 서쪽을 서경 Y(기호로는 Y W)로 나타낸다. 동경과 서경은 각각 180°까지 있으며, 동서 180°의 선은 일치한다. 동경의 범위를 동반구, 서경의 범위를 서반구라고 한다. 같은 경선 상의 지점은 같은 시간대에 속하며, 경도 15°로 1시간의 시차가 생긴다. 15°는 태양이 천구상을 1시간에 운행하는 각도이다.

## 같이 보기
- 자오권
- 본초 자오선
- 머리디언 센터